# Drosophila luguensis
Drosophila luguensis är en tvåvingeart som beskrevs av Jian-jun Gao och Masanori Joseph Toda 2003. Drosophila luguensis ingår i släktet Drosophila och familjen daggflugor.

## Utbredning
Artens kända utbredningsområde är provinsen Yunnan i Kina.

## Etymologi
Arten är namngiven efter den första fyndplatsen, ett naturreservat vid sjön Lugu Hu i den kinesiska provinsen Yunnan.